# Rías Baixas
Les Rías Baixas (en galicien) ou Rías Bajas (en castillan) sont l'ensemble des rias de la côte ouest de la Galice, au sud du Cap Finisterre.
Elles sont composées de six rias dans les provinces de La Corogne et de Pontevedra. Leur capitale est la ville de Pontevedra, qui se trouve en plein centre des Rías.

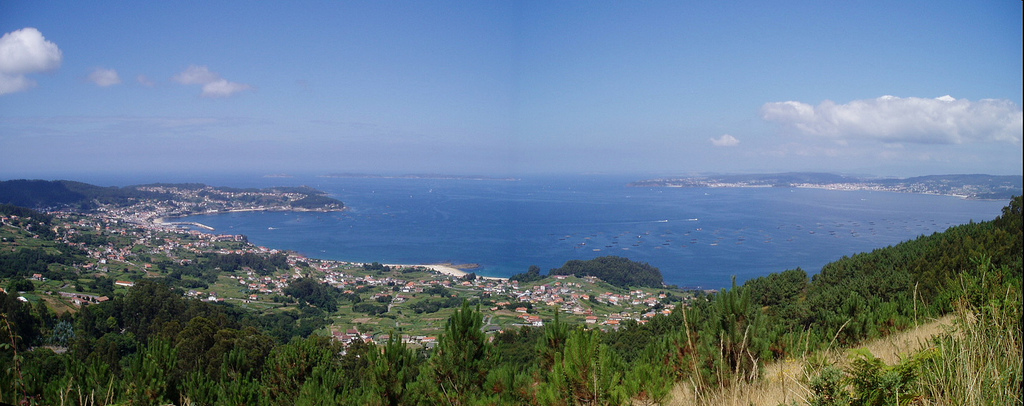
Aperçu de la municipalité de Bueu et de la Ría de Pontevedra.

- Ría de Corcubión
- Ría de Muros y Noya
- Ria de Arosa
- Ria de Pontevedra
- Ria de Aldán
- Ría de Vigo